# Santa Teresita (Batangas)
Santa Teresita ist eine philippinische Stadtgemeinde in der Provinz Batangas. Sie hat 21.127 Einwohner (Zensus 1. August 2015).

## Geografie
Santa Teresita liegt am südlichen Seeufer des Taal-Sees. Die Stadtgemeinde grenzt San Nicolas im Norden, San Luis im Süden, Taal im Westen und an den Taal-See im Nordosten.
Die Stadtgemeinde hat eine Landfläche von 150,03 km². 

## Baranggays
Santa Teresita ist administrativ in 17 Baranggays unterteilt. Davon sind 14 als ländlich klassifiziert und 3 als städtisch.
| - Antipolo - Bihis - Burol - Calayaan - Calumala - Cuta East - Cutang Cawayan - Irukan - Pacifico | - Poblacion I - Poblacion II - Poblacion III - Saimsim - Sampa - Sinipian - Tambo Ibaba - Tambo Ilaya |